# Careproctus pseudoprofundicola
Careproctus pseudoprofundicola är en fiskart som beskrevs av Anatoly Petrovich Andriashev och Stein, 1998. Careproctus pseudoprofundicola ingår i släktet Careproctus och familjen Liparidae. Inga underarter finns listade.